# Allagash (Maine)
Pour la rivière du Maine, voir Allagash River.
Allagash est une ville située dans l’État américain du Maine, dans le comté d’Aroostook. 

## Géographie
|                | Pohénégamook | Clair (Nouveau-Brunswick) |
| Saint-Pamphile | Allagash     |                           |
|                |              | Winterville (Maine)       |